# Stazione di Gazzada-Schianno-Morazzone
La stazione di Gazzada Schianno-Morazzone è una fermata ferroviaria posta sulla ferrovia Gallarate-Varese, a servizio dei comuni di Gazzada Schianno e Morazzone.
Fino al 1927 era denominata Gazzada-Morazzone.

## Strutture ed impianti
Il piano del ferro è costituito da due binari di corsa, serviti di banchine munite di sottopassaggio:
- Binario 1: fermano tutti i treni suburbani diretti a Varese;
- Binario 2: fermano tutti i treni suburbani diretti a Pioltello-Limito/Treviglio.

Era presente un secondo binario, deviato, servito di banchina, dismesso in seguito a lavori di riqualificazione dell'impianto.
Fino all'inizio degli anni 1990 era in funzione uno scalo merci, lato Varese, costituito da 2 binari di cui uno a raso e l'altro a servizio del magazzino merci e del piano caricatore con Gru di portata 6 tonnellate, successivamente disarmato, essendo cessato il servizio merci sulla linea.
Erano altressì presenti altri due binari di scalo, posti all'altezza della radice scambi del secondo binario, lato Varese, a servizio del raccordo con la ditta Bianchi. 
Negli anni 2010, nell'ottica dei lavori di riqualifica degli impianti dell'intera linea (propedeutici alla realizzazione del tracciato Arcisate-Stabio) e volti all'eliminazione del Blocco Elettrico Manuale e al telecomando degli impianti, è stata attivata una nuova banchina dotata di ascensori e sottopasso (attivato il 15 dicembre 2013) sul sedime del terzo binario (precedentemente di linea) mentre il secondo binario è stato riattivato come binario di linea in posizione più esterna trasformando definitivamente l'impianto in fermata.
L'impianto, originariamente presenziato da Dirigente di Movimento, in seguito alla soppressione di tutti i deviatoi, era presenziato da guardablocco.

## Movimento
La stazione è servita dai treni del servizio ferroviario suburbano di Milano, linea S5 (Varese-Pioltello Limito-Treviglio), svolti da Trenord, nell'ambito di contratto stipulato con Regione Lombardia.

## Servizi
La stazione è classificata da RFI nella categoria "Silver" e dispone di:
- Biglietteria automatica
- Sala di attesa